# Diecezja Gaspé
Diecezja Gaspé – diecezja rzymskokatolicka w Kanadzie. Powstała w 1922.

## Biskupi ordynariusze
- François-Xavier Ross (1922 – 1945)
- Albini LeBlanc (1945 – 1957)
- Paul Bernier (1957 – 1964)
- Jean-Marie Fortier (1965 – 1968)
- Joseph Gilles Napoléon Ouellet, P.M.E. (1968 – 1973)
- Bertrand Blanchet (1973 – 1992)
- Raymond Dumais (1993 – 2001)
- Jean Gagnon (2002 – 2016)
- Gaétan Proulx O.S.M. (2016 – 2023)
- Claude Lamoureux (od 2023)